# تاريخ كوسوفو

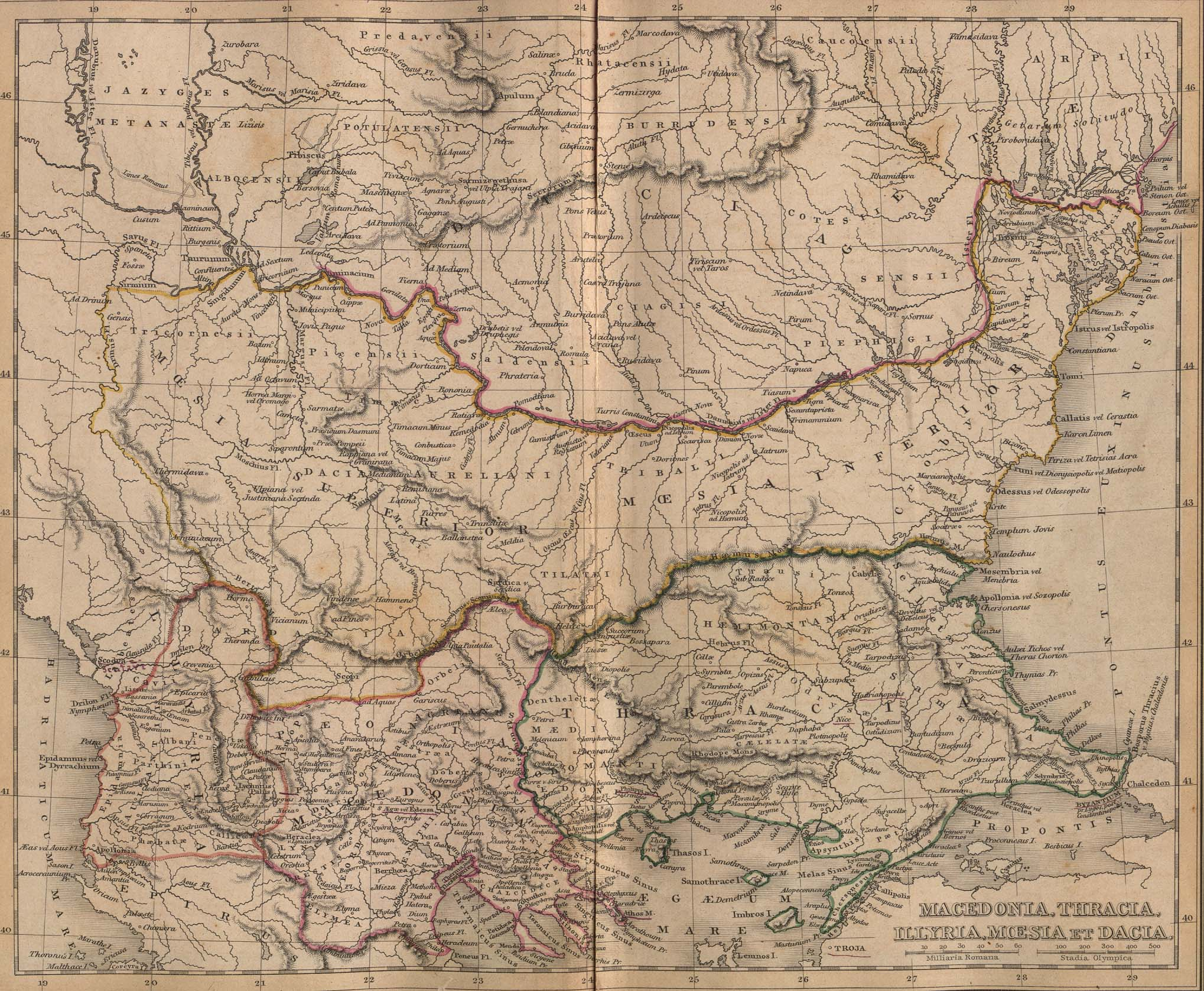

يتشابك تاريخ كوسوفو مع تاريخ المناطق المجاورة لها، إذ يُشتق الاسم «كوسوفو» من سهل كوسوفو، حيث دارت معركة قوصوه (كوسوفو الآن) بين دول البلقان والدولة العثمانية. يعود تاريخ كوسوفو الحديث إلى السنجق العثماني بريزرين، والذي ضمت ولاية قوصوة (كوسوفو الآن) أجزاءً منه في عام 1877. غطت مملكة داردانيا، التي شكلت جزءًا من مقاطعة مويسيا الرومانية، منطقة كوسوفو في العصور القديمة، خلال القرن الأول ميلادي، ثم أصبحت المنطقة خلال العصور الوسطى جزءًا من الإمبراطورية البلغارية، والتي ضمت كلًا من الإمبراطورية البيزنطية والولايات الصربية في العصور الوسطى. غزا العثمانيون المنطقة بعد سبعين عامًا من معركة قوصوه، ثم ضُمت ولاية قوصوة بموجب معاهدة لندن إلى مملكة صربيا في عام 1913، التي شكلت يوغوسلافيا بعد خمسة أعوام من ذلك. حصلت كوسوفو على حكمها الذاتي في عام 1963 تحت حكم جوزيف بروز تيتو، ومُدد هذا الحكم لفترة طويلة بموجب دستور يوغوسلافيا لعام 1974، قبل أن تخسر المنطقة مؤسساتها المستقلة في عام 1990، وتدخلت بعثة الأمم المتحدة للإدارة المؤقتة في كوسوفو خلال عام 1999.
أعلن ممثلون عن الشعب في كوسوفو استقلال كوسوفو بشكل غير مباشر في 17 فبراير 2008، واعتمدوا لاحقًا دستور جمهورية كوسوفو، الذي دخل حيز التنفيذ في 15 يونيو من نفس العام.

## قبل التاريخ
تعاقبت حضارات ستارتشيفو وفينكا وبوبانج هوم وبادن على المنطقة التي تُعرف اليوم باسم كوسوفو وما حولها، إذ كانت مأهولةً بالسكان منذ ما يقرب من 10 آلاف عام. كانت كوسوفو موجودةً ضمن منطقة حضارة الفينكا، التي تُعرف بفخار غرب البلقان الأسود والرمادي، خلال العصر الحجري الحديث، وعُثر على مقابر من العصر البرونزي والعصر الحديدي في ميتوهيا أيضًا.
كان الموقع الجغرافي الاستراتيجي الملائم والموارد الطبيعية الوفيرة عاملان رئيسيان لتطور الحياة منذ عصور ما قبل التاريخ، وقد أثبتت مئات المواقع الأثرية التي تواجدت في جميع أنحاء كوسوفو، عاكسةً تراث المنطقة الأثري الغني، هذه الحقيقة. يتزايد عدد المواقع التي يُحتمل وجود آثار قديمة فيها بفضل النتائج والأبحاث التي أجريت في جميع أنحاء كوسوفو، بالإضافة إلى العديد من الآثار السطحية التي تقدم نظرةً عامةً جديدةً على العصور القديمة في كوسوفو.
تعود أقدم الآثار الموثقة في إقليم كوسوفو إلى العصر الحجري، حيث يوجد بعض المؤشرات التي تدل على وجود مساكن كهفية، مثل كهف رايفويتسي بالقرب من نبع نهر درين، كما يوجد مؤشرات للحياة في كهف غرونتشار في مدينة فيتيا، وكهوف ديما وكرماكاز في بيش. ومع ذلك، لم يتم تأكيد الحياة خلال العصر الحجري القديم بعد أو إثباتها علميًا، وحتى تأكيد وجود إنسان العصر الحجري القديم وإنسان العصر الحجري المتوسط في تلك المنطقة، يُعتبر رجل العصر الحجري الحديث بداية الحياة في كوسوفو، حيث أصبحت المنطقة منذ تلك الفترة، وحتى اليوم، مأهولةً بالسكان. يمكن رؤية آثار أنشطة المجتمعات من عصور ما قبل التاريخ والعصور القديمة وحتى العصور الوسطى في جميع أنحاء أراضيها، ويعكس وجود المستوطنات متعددة الطبقات في بعض المواقع الأثرية استمرارية الحياة على مر القرون بشكل واضح.
يُعد كل من لياشنيي ورونيك من أهم مواقع العصر الحجري الحديث المكتشفة خلال سلسلة من الرحلات الاستكشافية في المنطقة. تُعد لياشنيي موقع أثري ومستوطنة متعددة الطبقات، إذ حددت الحفريات الأثرية وجود آثار سكن واستخدام للمنطقة منذ العصر الحجري الحديث، وتُعد اللوحات الفنية الصخرية المستكشفة في ميريزي كوبايس، والتي تعود إلى أواخر العصر الحجري الحديث وأوائل العصر البرونزي، أول اكتشاف للفن الصخري في عصور ما قبل التاريخ في كوسوفو. أما فلاشنجا، فقد كانت عبارةً عن مستوطنة محصنة كجزء من شبكة التحصين التي أعاد جستينيان الأول بناءها على طول نهر وايت درين في مملكة داردانيا في أواخر العصور القديمة. تم تحديد كركفينا بالقرب من ميوكوفسي في صربيا ورونيك كأقدم مستوطنتين لحضارة ستارتشيفو. وعلى الرغم من صعوبة تحديد التاريخ الدقيق لهذه المستوطنتين إحصائيًا، تشير البيانات إلى أن تاريخ كركفينا يعود إلى 6238 قبل الميلاد تقريبًا، وبشكل أدق 6362- 6098 قبل الميلاد؛ بدرجة موثوقية تصل إلى 95%. في حين يعود تاريخ رونيك إلى 6185 قبل الميلاد تقريبًا، أو 6325- 6088 قبل الميلاد بنفس درجة الموثوقية.

## العصور القديمة

### الغزوات والهجرات السلافية
تعود الهجرات السلافية نحو البلقان إلى القرنين السادس والسابع ميلادي.
كانت المنطقة جزءًا من الإمبراطوريتين الرومانية والبيزنطية حتى وقعت أولى الغارات السلافية الكبرى في منتصف عهد جستينيان. غزا السلاف أراضي كوسوفو الحديثة في عامي 547 و548، ووصلوا إلى دوريس على الساحل الألباني الشمالي واليونان.
نهب السلاف كل البلقان، واستعبدوا سكانها الأصليين وضموها إلى أراضيهم في نهاية المطاف، وفقًا للمصادر البيزنطية في ذلك الوقت مثل كتابات المؤرخ بروكوبيوس القيسراني.
قتل طاعون جستنيان الملايين من سكان البلقان الأصليين وفقًا لبعض المصادر الأخرى، مما أدى إلى خلو العديد من المناطق من السكان، وبالتالي إهمال الحكومة لها، مما منح السلاف فرصةً للإغارة على البلقان واستقرارهم.
وسبق لدي أدمينستراندو إمبريو أن نوّه على كون أسلاف الصرب والكروات جزءًا من الهجرات السلافية إلى البلقان، وذكر استقرار الكروات في كرواتيا الحديثة وغرب البوسنة واستيطان الصرب في بقية البوسنة وترافونيا وزاكسلوميا ودوكليا والأراضي الواقعة شمال غرب كوسوفو.

## العصور الوسطى

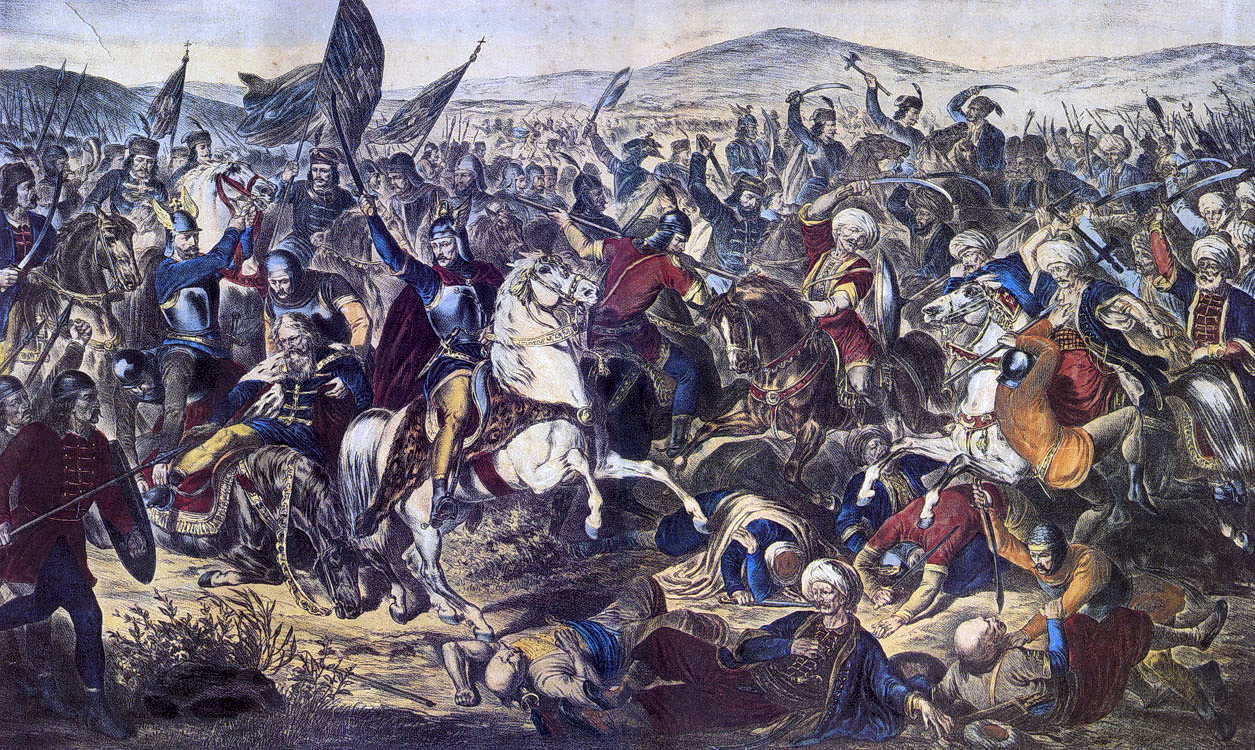
لوحة لمعركة كوسوفو، يعود تاريخها إلى عام 1870، بريشة آدم ستيفانوفيتش.

### الفترة الصربية

#### معركة قوصوه الأولى
وقعت معركة كوسوفو الأولى في ميدان فوشا كوسوفا في 28 يونيو 1389، عندما شكل نياز صربيا، لازار هريبليانوفيتش، تحالفًا من الجنود المسيحيين، يتكون من الصرب وأعداد قليلة من البوسنيين والألبان والبلغاريين والمجريين وقوات من المرتزقة السكسونيين. على الطرف الآخر، حشد السلطان مراد الأول تحالفًا من الجنود والمتطوعين من البلدان المجاورة للأناضول وروملي. وعلى الرغم من صعوبة تأكيد أي أرقام دقيقة، تشير معظم الروايات التاريخية الموثوقة تفوق الجيش المسيحي بالعدد على الجيش العثماني بنسبة كبيرة، ويُعتقد أن العدد الإجمالي للجيشين لم يتجاوز مئة ألف جندي.
هُزم الجيش الصربي وقتل كل من مراد الأول ولازار، كما كان يسمى وفقًا لتقليد ميلوش أوبيليتش، أو كوبيليتش كما كان يُطلق عليه حتى القرن الثامن عشر؛ وصف نويل مالكولم النياز لازار بصفات مختلفة تشير إليه كصربي وألباني ومجري، ولكن معظم المصادر تعتبره فارسًا صربيًا. حاصر العثمانيون قلعة نوفو بردو، التي كانت مهمةً في ذلك الوقت بسبب مناجم الفضة الغنية، لمدة أربعين يومًا خلال ذلك العام، قبل إعلان استسلامها واحتلال العثمانيين لها في 1 يونيو 1455. وعلى الرغم من تناول الأساطير لهذه المعركة باعتبارها هزيمة صربية مشينة، انقسمت الآراء في ذلك الوقت حول ما إذا كانت هزيمة صربية بالفعل أم مجرد تعادل في ميزان القوى، أو حتى انتصار صربي.  واصلت الإمارات الصربية وجودها، كأتباع للدولة العثمانية غالبًا، وحافظت على سيطرة متفرقة على كوسوفو، حتى انتهاء استبداد صربيا بشكل نهائي في عام 1459، بعد ان أصبحت جزءًا من الدولة العثمانية.